# 氢氧化铜
氢氧化铜（化学式：Cu(OH)2）是金属铜的氢氧化物。它是一种淡蓝色固体，某些市售的氢氧化铜中混有一些碳酸铜，颜色偏绿。

## 历史
氢氧化铜自从熔铜开始就已经为人所知。公元前5000年的炼金术士可能就已经知道氢氧化铜。只需将蓝矾和碱液混合就可以制得氢氧化铜。
17和18世纪时出现了工业生产氢氧化铜，用于制颜料。 

## 化学性质

### 合成
往硫酸铜溶液中滴入少许氢氧化钠溶液即可。这样的沉淀含有氢氧化钠杂质，可以通过事先在溶液中加入氯化铵来避免。也可用电解法：阴极用铜，水中可加入一点电解质（如碳酸氢钠）。纯的氢氧化铜可由氢氧化钠溶液与四氨合铜溶液混合形成。
铜在潮湿空气中生成铜绿，是一种氢氧化铜和碳酸铜的1:1混合物。
2Cu(s) + H2O(g) + CO2(g) + O2(g) {\displaystyle \to } Cu(OH)2·CuCO3(s)
碱式碳酸铜（Cu(OH)2·CuCO3）就是某些铜合金表面的“锈”。

### 反应
潮湿的氢氧化铜缓慢地分解成氧化铜，颜色变黑：
Cu(OH)2 {\displaystyle \to } CuO + H2O
氢氧化铜在干燥时加热到185 °C才会分解。
氢氧化铜与氨水反应生成深蓝色的铜氨溶液，含有[Cu(NH3)4]2+ 络离子，但在稀释后重新变成氢氧化铜。该铜氨溶液称为Schweizer试剂，可以溶解纤维素。这使氢氧化铜可以用来生产人造丝。
氢氧化铜稍显两性，在浓碱中生成深蓝色[Cu(OH)4]2−离子。

### 作为有机试剂
氢氧化铜在有机合成中有重要作用。通常由铜盐和氢氧化钾生成并在原位反应。
氢氧化铜可以用来合成芳香胺，比如氢氧化铜可以催化乙二胺和1-溴蒽醌或1-氨基-4-溴蒽醌生成1-((2-氨基乙基)胺)蒽醌或1-氨基-4-((2-氨基乙基)氨基)蒽醌的反应。
氢氧化铜可以在室温下使酰肼转化成羧酸。这可以用于合成一些带有易反应官能团的羧酸。用此法制取苯甲酸和辛酸时产率较高。
此外，新制氢氧化铜（斐林试剂）可以在加热条件下把醛氧化成羧酸，自身被还原为砖红色氧化亚铜。此反应可以用来检验醛基或还原糖的存在。

## 天然存在形式
氢氧化铜在多种矿物中存在，例如蓝铜矿、孔雀石、块铜矾和水胆矾。蓝铜矿（2CuCO3·Cu(OH)2）和孔雀石（CuCO3·Cu(OH)2）属于碱式碳酸盐，块铜矾（CuSO4·2Cu(OH)2）和水胆矾（CuSO4·3Cu(OH)2）属于碱式硫酸盐。氢氧化铜很少单独存在，因为它很易分解，也会与空气中的二氧化碳缓慢反应生成碱式碳酸铜。单独存在的矿物氢氧化铜称为斯羟铜矿。

## 用途
1. 用于波尔多液（一种杀菌剂）的替代品。[10]由于环境污染问题，现已很少使用。
2. 可用于瓷器上色。
3. 用于乳胶漆，控制盆栽植物根的生长。它可以使次要的和边上的根扩展，进而使植物根系发达。商品名Spin Out，最开始由Griffin L.L.C.引入。现所有权属SePRO Corp.[11]

## 注意事项
氢氧化铜对皮肤、眼、呼吸道有刺激性。使用氢氧化铜时应佩戴安全眼镜。若不慎入眼，即用大量水清洗并就诊。